# Grand Prix moto des Nations 1950
Le Grand Prix moto des Nations, connu également sous le nom de Grand Prix d'Italie 1950 est le sixième rendez-vous de la saison 1950 du championnat du monde de vitesse. Il s'est déroulé sur l'Autodromo Nazionale di Monza du 8 au 10 septembre 1950.
C'est la 28e édition du Grand Prix moto des Nations et la 2e édition comptant pour le championnat du monde.

## Classement final 500 cm³
| Pos. | Pilote               | Moto       | Temps/Écart       | Points |
| ---- | -------------------- | ---------- | ----------------- | ------ |
| 1    | Geoff Duke           | Norton     | 1 h 11 min 06 s 3 | 8      |
| 2    | Umberto Masetti      | Gilera     | +50 s 7           | 6      |
| 3    | Arciso Artesiani     | MV Agusta  | +1 min 36 s 7     | 4      |
| 4    | Alfredo Milani       | Gilera     | +1 min 36 s 9     | 3      |
| 5    | Carlo Bandirola      | Gilera     | +1 min 59 s 8     | 2      |
| 6    | Dickie Dale          | Norton     | +2 min 00 s 1     | 1      |
| 7    | Leslie Graham        | AJS        | +2 min 04 s 7     |        |
| 8    | Johnny Lockett       | Norton     | +2 min 21 s 9     |        |
| 9    | Giuseppe Colnago     | Gilera     | +1 tour           |        |
| 10   | Harold Daniell (en)  | Norton     | +1 tour           |        |
| 11   | Edward Frend         | AJS        | +1 tour           |        |
| 12   | Guido Leoni          | MV Agusta  | +2 tours          |        |
| 13   | Armando Miele        | Gilera     | +2 tours          |        |
| 14   | Dante Bianchi        | Moto Guzzi | +2 tours          |        |
| 15   | Bob Foster           | AJS        | +2 tours          |        |
| 16   | Georges Monneret     | Norton     | +3 tours          |        |
| 17   | Auguste Goffin       | Norton     | +3 tours          |        |
| 18   | Benoît Musy          | Moto Guzzi | +3 tours          |        |
| 19   | Adelmo Mandolini     | Moto Guzzi | +3 tours          |        |
| 20   | Lodovico Facchinelli | Gilera     | +4 tours          |        |
| 21   | Libero Liberati      | Gilera     | +4 tours          |        |
| 22   | Dario Basso          | Gilera     | +5 tours          |        |
| Abd. | ...                  | ...        | Abandon           |        |

## Classement final 350 cm³
| Pos. | Pilote           | Moto      | Temps/Écart   | Points |
| ---- | ---------------- | --------- | ------------- | ------ |
| 1    | Geoff Duke       | Norton    | 59 min 18 s 0 | 8      |
| 2    | Leslie Graham    | AJS       | +1 s 0        | 6      |
| 3    | Harry Hinton     | Norton    | +1 s 2        | 4      |
| 4    | Dickie Dale      | Norton    | +7 s 0        | 3      |
| 5    | Bill Lomas       | Velocette | +1 min 02 s 3 | 2      |
| 6    | Cecil Sandford   | AJS       | +1 min 05 s 1 | 1      |
| 7    | Reg Armstrong    | Velocette | +1 min 05 s 3 |        |
| 8    | Edward Frend     | AJS       | +1 min 50 s 2 |        |
| 9    | Tommy Wood       | Velocette | +1 min 50 s 3 |        |
| 10   | Georges Monneret | AJS       | +1 tour       |        |
| 11   | Bob Matthews     | Velocette | +1 tour       |        |
| 12   | P. Monneret      | AJS       | +1 tour       |        |
| 13   | Ernie Thomas     | Velocette | +1 tour       |        |
| Abd. | ...              | ...       | Abandon       |        |

## Classement final 250 cm³
| Pos. | Pilote             | Moto       | Temps/Écart       | Points |
| ---- | ------------------ | ---------- | ----------------- | ------ |
| 1    | Dario Ambrosini    | Benelli    | 1 h 23 min 03 s 3 | 8      |
| 2    | Fergus Anderson    | Moto Guzzi | +58 s 1           | 6      |
| 3    | Bruno Francisci    | Benelli    | +1 min 28 s 1     | 4      |
| 4    | Claudio Mastellari | Moto Guzzi | +2 min 38 s 7     | 3      |
| 5    | Alano Montanari    | Moto Guzzi | +1 tour           | 2      |
| 6    | Ugo Plebani        | Moto Guzzi | +1 tour           | 1      |
| 7    | Elio Scopigno      | Moto Guzzi | +1 tour           |        |
| 8    | Armando Miele      | Benelli    | +1 tour           |        |
| 9    | Onorato Francone   | Moto Guzzi | +2 tours          |        |
| 10   | Ernaldo Casprini   | Moto Guzzi | +2 tours          |        |
| 11   | B. Falconi         | Moto Guzzi | +2 tours          |        |
| 12   | Lanfranco Baviera  | Moto Guzzi | +3 tours          |        |
| Abd. | ...                | ...        | Abandon           |        |

## Classement final 125 cm³
| Pos. | Pilote           | Moto        | Temps/Écart   | Points |
| ---- | ---------------- | ----------- | ------------- | ------ |
| 1    | Gianni Leoni     | FB Mondial  | 45 min 44 s 4 | 8      |
| 2    | Carlo Ubbiali    | FB Mondial  | +0 s 8        | 6      |
| 3    | Luigi Zinzani    | Moto Morini | +0 s 9        | 4      |
| 4    | Bruno Ruffo      | FB Mondial  | +1 min 00 s 0 | 3      |
| 5    | Raffaele Alberti | FB Mondial  | +1 min 00 s 8 | 2      |
| 6    | Emilio Soprani   | Moto Morini | +2 min 36 s 7 | 1      |
| 7    | Romolo Ferri     | Moto Morini | +1 tour       |        |
| 8    | Franco Bertoni   | MV Agusta   | +1 tour       |        |
| 9    | Renato Magi      | MV Agusta   | +2 tours      |        |
| 10   | Antonio Ronchei  | MV Agusta   | +2 tours      |        |
| 11   | W. Zijlaad       | MV Agusta   | +2 tours      |        |
| 12   | Renato Poggi     | MV Agusta   | +2 tours      |        |
| 13   | Lucchi           | MV Agusta   | +3 tours      |        |
| Abd. | ...              | ...         | Abandon       |        |

## Classement final side-car
| Pos. | Pilote          | Passager            | Moto       | Temps/Écart   | Points |
| ---- | --------------- | ------------------- | ---------- | ------------- | ------ |
| 1    | Eric Oliver     | Lorenzo Dobelli     | Norton     | 43 min 03 s 2 | 8      |
| 2    | Ercole Frigerio | Ezio Ricotti        | Gilera     | +2 min 43 s 8 | 6      |
| 3    | Hans Haldemann  | Josef Albisser      | Norton     | +3 min 05 s 0 | 4      |
| 4    | Jakob Keller    | Gianfranco Zanzi    | Gilera     | +1 tour       | 3      |
| 5    | Ernesto Merlo   | Dino Magri          | Gilera     | +1 tour       | 2      |
| 6    | Fritz Mühlemann | Marie Mühlemann     | Norton     | +1 tour       | 1      |
| 7    | Henry Meuwly    | Pierre Devaud       | Gilera     | +1 tour       |        |
| 8    | A. Del Corno    | ...                 | Moto Guzzi | +2 tours      |        |
| 9    | Roberto Besana  | ...                 | Triumph    | +2 tours      |        |
| 10   | Willy Wirth     | Fred Schürtenberger | Gilera     | +2 tours      |        |
| 11   | Julien Deronne  | Johnny Anthony      | Norton     | +2 tours      |        |
| 12   | Luigi Marcelli  | ...                 | Gilera     | +2 tours      |        |
| 13   | Carlo Vittone   | ...                 | Carrù      | +2 tours      |        |
| 14   | Benoît Musy     | ...                 | MV Agusta  | +2 tours      |        |
| 15   | Poggi           | ...                 | Moto Guzzi | +3 tours      |        |
| Abd. | ...             | ...                 | ...        | Abandon       |        |